# Patagioenas flavirostris
La paloma morada, paloma de pico rojo o paloma piquirroja  (Patagioenas flavirostris) es una especie de ave columbiforme de la familia Columbidae. Es nativo de 
Belice, Costa Rica, El Salvador, Guatemala, Honduras, México, Venezuela, Nicaragua y los Estados Unidos. Su hábitat consiste de bosque tropical y subtropical.

## Subespecies
Se distinguen las siguientes subespecies:
- Patagioenas flavirostris flavirostris (Wagler, 1831)
- Patagioenas flavirostris madrensis (Nelson, 1898)
- Patagioenas flavirostris minima (Carriker, 1910)
- Patagioenas flavirostris restricta (Van Rossem, 1930)